# سارة هاغن
سارة هاغن (بالإنجليزية: Sarah Hagen)‏ (18 نوفمبر 1989 في الولايات المتحدة - ) هي لاعبة كرة قدم أمريكية في مركز الهجوم. شاركت مع منتخب الولايات المتحدة لكرة القدم للسيدات. أما مع النوادي، فقد لعبت مع أورلاندو برايد وبايرن ميونخ للسيدات ونادي كانساس سيتي.

## وصلات خارجية
- سارة هاغن على موقع قاعدة بيانات كرة القدم.إي يو (الإنجليزية)
- سارة هاغن على موقع بيانات كرة القدم. دي إي (الألمانية)
- سارة هاغن على موقع Soccerway.com (الإنجليزية)
- سارة هاغن على موقع عالم كرة القدم.نت (الإنجليزية)